# Public Library of Science
De Public Library of Science (PLoS) is een open-accessproject zonder winstoogmerk voor wetenschappelijke publicaties dat tot doel heeft een bibliotheek te vormen voor vaktijdschriften en andere wetenschappelijke literatuur onder de licentie open content. Sedert 2004 wordt het tijdschrift PLoS Biology uitgegeven.
De Public Library of Science begon begin 2001 als een online petitie-initiatief van biochemicus Patrick Brown van de Stanford-universiteit en bioinformaticus Michael Eisen van de University of California, Berkeley en het Lawrence Berkeley National Laboratory. De petitie stelde dat wetenschappers vanaf september 2001 niet meer zouden publiceren in tijdschriften die hun inhoud na de embargoperiode van 6 maanden niet openbaar beschikbaar maken. Enkele tijdschriften als die van de Proceedings of the National Academy of Sciences- en BioMed Central-groep, verklaarden zich hiermee akkoord, terwijl vele, zoals Nature en Science, dat niet deden.
Toen Nobelprijswinnaar en voormalig NIH-directeur Harold Varmus zich achter het initiatief schaarde, sloeg het idee om naar het eigenhandig gaan publiceren volgens hun eigen principes. Ze baseerden zich op de richtlijnen van het Britse BioMed Central, dat al sinds eind 1999 in open access publiceerde. Sedert 13 oktober 2003 brachten ze PLoS Biologie uit (volgens de "PLoS Open Access License", die identiek is aan Creative Commons-licentie "by-attribution"; dit komt door het feit dat Lawrence Lessig van Creative Commons lid is van de adviesraad). Er zijn plannen voor een tijdschrift PLoS Medicine.
Om de werkingskosten te dekken, moeten auteurs de publicatiekosten betalen. In de Verenigde Staten voorzien instellingen als de National Institutes of Health en het Howard Hughes Medical Institute in extra fondsen om auteurs in open access te laten publiceren ("Bethesda Statement on Open Access Publishing"). In Europa werd dit idee opgevolgd door de Max-Planck-Gesellschaft ("Berlin Declaration", "Budapest Open Access Initiative").